# Angels in the Outfield (1951)
Angels in the Outfield is een Amerikaanse filmkomedie uit 1951 onder regie van Clarence Brown.

## Verhaal
Guffy McGovern is de opvliegende trainer van de honkbalclub de Pittsburgh Pirates. Hij krijgt visioenen van een engel, die hem de raad geeft om zijn leven om te gooien. Hij besluit dat advies op te volgen en al spoedig rijgt zijn club de zeges aaneen. De verslaggeefster Jennifer Paige schrijft een artikel over McGovern voor de krant. Zo worden de visioenen van de honkbaltrainer landelijk nieuws. Al blijft hij moeite hebben om zijn temperament in bedwang te houden.

## Rolverdeling
| Acteur               | Personage         |
| -------------------- | ----------------- |
| Paul Douglas         | Guffy McGovern    |
| Janet Leigh          | Jennifer Paige    |
| Keenan Wynn          | Fred Bayles       |
| Donna Corcoran       | Bridget White     |
| Lewis Stone          | Arnold P. Hapgood |
| Spring Byington      | Zuster Edwitha    |
| Bruce Bennett        | Saul Hellman      |
| Marvin Kaplan        | Timothy Durney    |
| Ellen Corby          | Zuster Veronica   |
| Jeff Richards        | Dave Rothberg     |
| John Gallaudet       | Joe Reynolds      |
| King Donovan         | Mack McGee        |
| Don Haggerty         | Rube Ronson       |
| Paul Salata          | Tony Minelli      |
| Fred Graham          | Chunk             |
| John McKee           | Bill Baxter       |
| Patrick J. Molyneaux | Patrick J. Finley |